# Laxmipura, Krishnarajanagara
Laxmipura là một làng thuộc tehsil Krishnarajanagara, huyện Mysore, bang Karnataka, Ấn Độ.